# Phare de Capo d'Orso
Pour l’article homonyme, voir Phare de Capo d'Orso (Italie).
Le phare de Capo d'Orso (en italien :Faro di Capo d'Orso) est un phare situé à l'extrémité du Capo d'Orso, monument naturel Orso di Palau à Palau, face à l'archipel de La Maddalena, en mer Tyrrhénienne, dans la province d'Olbia-Tempio (Sardaigne), en Italie.

## Histoire
Le phare a été construit en 1924. La lanterne porte un système optique de Type TD 300 et de focale de 150 mm. Le phare est entièrement automatisé et alimenté par une unité solaire. Il est géré par la Marina Militare.

## Description
Le phare  se compose d'une tour cylindrique en maçonnerie de 10 m de haut, avec galerie et lanterne. La tour est peinte en blanc et le dôme de la lanterne est gris métallisé. Il émet, à une hauteur focale de 12 m, un éclat blanc toutes les 3 secondes. Sa portée est de 10 milles nautiques (environ 19 km).
Identifiant : ARLHS : SAR043 ; EF-1125 - Amirauté : E0992 - NGA : 8748 .

## Caractéristique dufeu maritime
Fréquence : 3 secondes (W)
- Lumière : 1 seconde
- Obscurité : 2 secondes

|             |
| Capo d'Orso |

|          |
| Le phare |

### Lien connexe
- Liste des phares de la Sardaigne